# فاضل‌آباد (نیشابور)
فاضل‌آباد (نیشابور)، روستایی از توابع بخش مرکزی شهرستان نیشابور در استان خراسان رضوی ایران است.
وضع طبیعی روستای فاضل اباد دهستان بینالود بصورت کوهستانی، دره‌ای یا تپه‌ای می‌باشد. و راه زمینی این روستا بصورت جاده شوسه (شن‌ریزی شده) می‌باشد.
این روستا زمین ورزشی ندارد، سالن ورزشی ندارد، مسجد دارد، امام زاده ندارد، شبکه سراسری برق دارد، موتور برق دیزلی ندارد، انرژی نو (خورشیدی ، بادی و…) ندارد، گاز لوله کشی ندارد، آب لوله کشی ندارد.
این روستا حمام عمومی ندارد، دسترسی عمومی به اینترنت ندارد، دسترسی به وسیله نقلیه عمومی ندارد. و این روستا بقالی دارد، نانوایی ندارد.

## جمعیت
این روستا در دهستان بینالود قرار دارد و براساس سرشماری مرکز آمار ایران در سال ۱۳۸۵، جمعیت آن ۱۲۷ نفر (۲۹خانوار) بوده‌است.